# Nossa Senhora Medianeira
Nossa Senhora Medianeira est un quartier de la ville brésilienne de Santa Maria, au Rio Grande do Sul. Il est situé dans le district de Sede.

## Vilas
Le quartier possède les ensembles (vilas) suivants : Condomínio Madre Paulina, Medianeira, Vila Bazzégio, Vila Cândida Vargas, Vila Esperança, Vila Imembuí, Vila Mariana, Vila Medianeira.

## Galerie

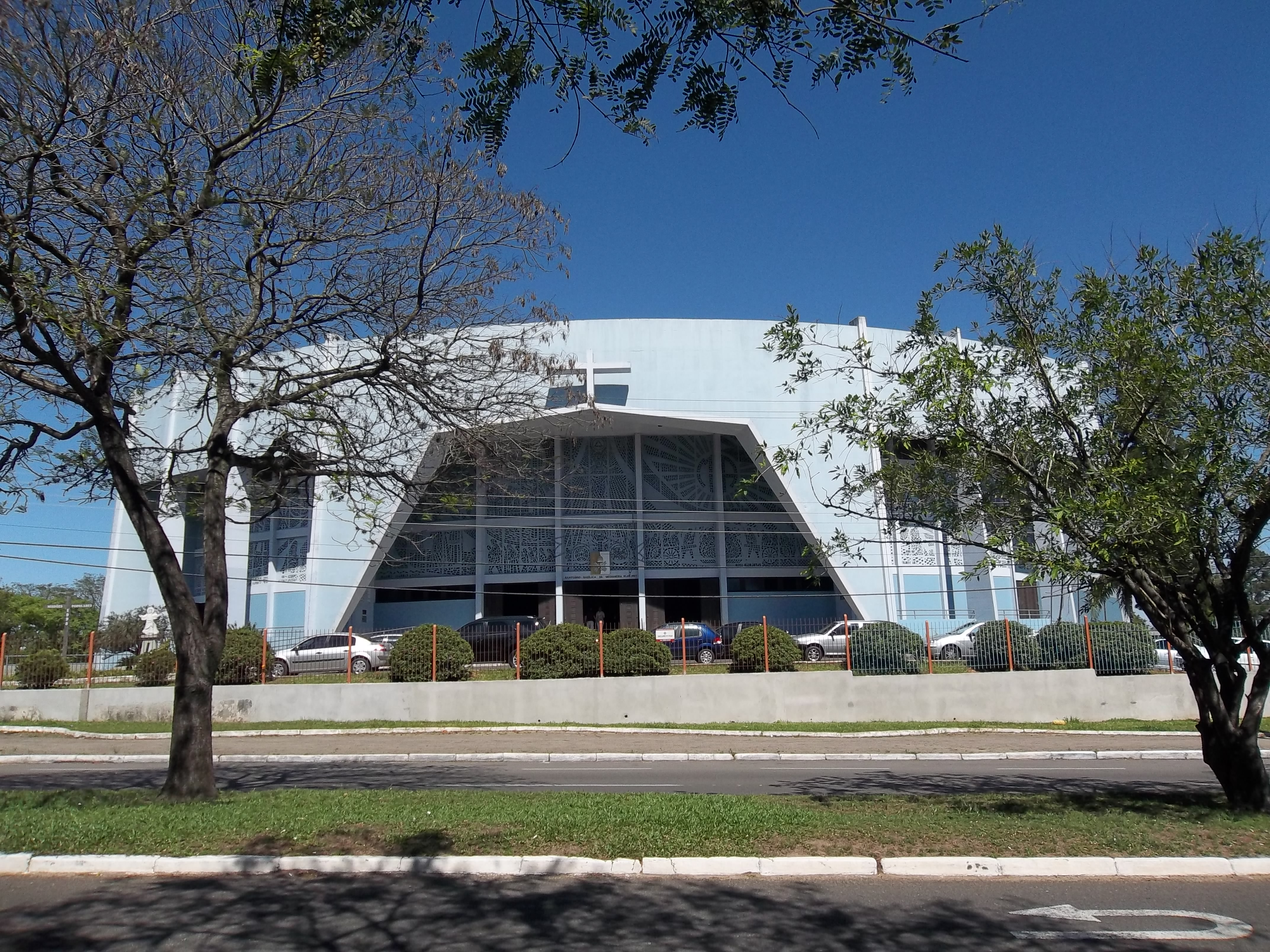
, inaugurée en 1975.